# Mauricio Tampe
Mauricio Alejandro Tampe Águila (Puerto Varas, Región de Los Lagos, Chile, 1 de abril de 1976) es un exfutbolista chileno. Jugaba de mediocampista defensivo.

## Trayectoria
Jugó en equipos como Deportes Puerto Montt, Universidad de Chile, Cobresal, Santiago Wanderers y en Unión Temuco.
Salió campeón con la Universidad de Chile en el Campeonato de Apertura 2004. Actualmente se encuentra como profesor formativo de la escuela de fútbol "Calccio F.C" en la ciudad de Puerto Varas, del complejo deportivo que lleva el mismo nombre (El Calccio Puerto Varas).
En su actividad deportiva es parte fútbol amateur en la ciudad de Frutillar en el Club Nacional de Frutillar.

## Clubes
| Club                  | País  | Año       |
| --------------------- | ----- | --------- |
| Deportes Puerto Montt | Chile | 1995-2000 |
| Universidad de Chile  | Chile | 2001-2005 |
| Cobresal              | Chile | 2006      |
| Santiago Wanderers    | Chile | 2007      |
| Unión La Calera       | Chile | 2008-2009 |
| Unión Temuco          | Chile | 2010      |

## Palmarés

### Campeonatos nacionales
| Título                    | Club                 | País  | Año    |
| ------------------------- | -------------------- | ----- | ------ |
| Primera División de Chile | Universidad de Chile | Chile | 2004-A |